# Верзілов Дмитро Олегович
Верзілов Дмитро Олегович (нар. 16 березня 1989, Донецьк, Україна) — колишній український політик, колишній міський голова Часового Яру, колаборант з РФ (з 2014 року).

## Життєпис
Народився у Донецьку 16 березня 1978 року.

## Освіта
Навчався у Донецькому національному університеті.

## Трудова діяльність
2008 рік — керівник ОСББ «Справедливість» у Донецьку.
2010 рік — керівник Донецької обласної організації обманутих вкладників.
2012 рік — керівник донецької обласної організації «Союз звільнення Донбасу».

## Політична діяльність
2010—2012 роки — представник партії «Фронт змін».
2010—2014 роки — депутат Ленінської районної ради міста Донецьк.
2015—2020 роки — очолював у Покровську комунальний центр і був людиною Руслана Требушкіна.
2017—2020 роки — депутат Соледарської міської ради від партії «Відродження».
2020—2022 роки — член партії «ОПЗЖ».
2020—2021 роки — міський голова Часового Яру.

## Антиукраїнська діяльність
У 2014 році був у витоків організації проросійських мітингів, неодноразово виступав на підтримку РФ. Робив заяви, що Євромайдан був завчасно запланований і був «державним переворотом».
З початком повномасштабного вторгнення Росії в Україну 24 лютого 2022 року виїхав на окуповану росіянами частину Донеччини. Запевняє, що влада в Україні продажна та злочинна, через її дії країна збіднішала та почалася війна, яка принесла багато проблем та горя обом народам.